# وودستاک (آلاباما)
ووداستاک (به انگلیسی: Woodstock) شهرکی در شهرستان تاسکالوسا ایالت آلاباما است که مساحت آن ۱۸٫۷۲ کیلومترمربع است و در سرشماری سال ۲۰۱۰ میلادی، ۱٬۴۲۸ نفر جمعیت داشته و تراکم جمعیتی آن، ۷۶٫۲۸ نفر در کیلومترمربع بوده است.